# Gliese 676
Gliese 676 o GJ 676 è un sistema binario largo, formato da due nane rosse distanti tra loro almeno 800 UA e con un periodo orbitale di almeno 20.000 anni. DI magnitudine +9,6, dista 54 anni luce dal sistema solare. La sua compagna, Gliese 676 B, dista da essa circa 800 UA, ovvero circa 120 miliardi di chilometri. È dotata di un sistema planetario di cui sono conosciuti al momento quattro pianeti: due giganti gassosi, un nettuniano caldo e una super Terra; tutti quanti sono classificati come pianeti non abitabili, in quanto nessuno di essi si trova nella zona abitabile della stella.

## Caratteristiche
Gliese 676 A è una stella nana rossa di tipo spettrale M0V, più piccola e debole del Sole. La sua massa è circa il 70℅ di quella della nostra stella e la sua temperatura superficiale è di circa 3900 K.
È la più grande delle due stelle che compongono il sistema di Gliese 676 è pare essere l'unica dotata di un sistema planetario. È situata a circa 120 miliardi di chilometri da Gliese 676 B, anch'essa nana rossa ma di classe M3V. Il periodo orbitale delle due stelle attorno al comune centro di massa è superiore ai 20000 anni. La componente B ha una massa stimata del 29% di quella del Sole.

## Sistema planetario
Intorno a Gliese 676 A sono stati scoperti quattro pianeti: Gliese 676 Ab e Gliese 676 Ac sono due giganti gassosi molto freddi, Gliese 676 Ad è un pianeta terrestre vicinissimo alla sua stella e per questo molto caldo, e Gliese 676 Ae è un nettuniano caldo che, pur trovandosi più lontano dalla stella del vicino, non si trova comunque nella zona abitabile.
Dei quattro pianeti il primo, Gliese 676 Ab, fu scoperto nel 2009, grazie alle sue notevoli dimensioni: è infatti uno dei mondi più grandi del sistema. Solo nel 2012 furono scoperti anche gli altri tre pianeti.
A causa della gravità esercitata da Gliese 676 B, la stella compagna, i pianeti hanno orbite allungate ed eccentriche; il più grande di essi, Gliese 676 Ab, è inoltre inclinato di 45° rispetto al piano equatoriale della stella. Questa instabilità ha fatto sì che tutti i pianeti fossero considerati luoghi inadatti alla vita aliena.

### Prospetto sul sistema
| Pianeta | Tipo            | Massa       | Periodo orb. | Sem. maggiore | Eccentricità | Scoperta |
| ------- | --------------- | ----------- | ------------ | ------------- | ------------ | -------- |
| d       | Super Terra     | 4,4±0,7 M⊕  | 3,6 giorni   | 0,0413 UA     | 0,15         | 2012     |
| e       | Mininettuno     | 11,5±1,5 M⊕ | 35,37 giorni | 0,187 UA      | 0,24         | 2012     |
| b       | Gigante gassoso | 6,7 MJ      | 1052 giorni  | 1,8 UA        | 0,328        | 2009     |
| c       | Gigante gassoso | 6,8 MJ      | 7340 giorni  | 5,2 UA        | 0,2          | 2012     |